# Coscinium blumeanum
Coscinium blumeanum är en tvåhjärtbladig växtart som beskrevs av John Miers. Coscinium blumeanum ingår i släktet Coscinium och familjen Menispermaceae. Inga underarter finns listade i Catalogue of Life.